# St. Ursenstift
Das St. Ursenstift (auch St. Ursus-Pfarrstift) war ein Kollegiatstift in Solothurn (heutige Schweiz), das ungefähr im 8. Jahrhundert gegründet und 1874 aufgehoben wurde. Namensgeber des Stifts war Ursus von Solothurn.

## Geschichte
Gemäss Überlieferung wurde das Stift im Jahr 742 durch Werthrada, die Gattin Pippins des Jüngeren, als Kloster gestiftet. Erstmalige zweifelsfreie urkundliche Erwähnung erfuhr es im karolingischen Teilungsvertrag von Mersen als Monasterium Sancti Ursi in Salodoro. Es hatte im Rahmen der karolingischen Mission den Stellenwert einer karolingischen Eigenkirche.
Das Zentrum des Klosters befand sich wohl anfänglich bei der Solothurner St. Peterskapelle, worauf auch der heutige Name Klosterplatz hindeutet. Im 10. Jahrhundert dann scheint die Burgunderkönigin Bertha von Burgund die Münsterkirche (die Vorläuferin der heutigen St. Ursenkathedrale) als Stiftskirche gestiftet zu haben. In diese Zeit fiel offenbar auch die Umwandlung des Regular-Chorherrenstiftes (Klosters) in ein weltliches (nicht mit Mönchen, sondern mit Weltpriestern besetztes) Chorherren-Stift.
Um 1045 hatten die Chorherren das Recht, den vom Salier-Kaiser Heinrich III. einzusetzenden Propst (Leiter) des Stiftes zu wählen. Im 12. Jahrhundert waren die Zähringer die Reichs-Vögte über Stift und Stadt. Der Grundbesitz des Stiftes umfasste damals Teile des unteren und mittleren Leberbergs, Zuchwil am südlichen Aareufer sowie weiteren Streubesitz. Die erbhörigen Bauernfamilien hier mussten ihm regelmässig den Zehnten abliefern. 
Gemäß Statuten des Chorherrenstifts von 1327 durften die Stiftsherren auch Ärzte sein und für Geld (aber dafür Abzügen bei den Pfründen) praktizieren. 1347 wurde dem Chorherrenstift Solothurn ein (der Bürgerschaft gehörendes) Krankenhaus angegliedert. Dieses wurde 1350 mit dem seit 1337 bestehenden Armenspital des Chorherrenstifts verbunden.
Nach dem Tod des letzten Zähringers wurden Stift und Stadt reichsunmittelbar. Die Chorherren stammten damals vor allem aus Ritterfamilien des Mittellandes, vereinzelt waren auch Mönche darunter. Das Stift wurde zu dieser Zeit innerhalb der Stadt zunehmend durch die reicher und einflussreicher gewordene Bürgerschaft bedrängt. Es verlor mit der Zeit wesentliche Gerichtsbefugnisse, bewahrte sich hingegen über Jahrhunderte seinen Grundbesitz mit den hörigen (zehntpflichtigen) bäuerlichen Eigenleuten.
Im 17. Jahrhundert war Johannes Wilhelm Gotthart Custos, Bibliothekar und Sekretär des Stifts. Von ihm 1627 verfasste Statuten des Stifts führten zu Streitigkeiten mit dem Rat.
Mit der liberalen Revolution im Kanton von 1830 wurden diese Feudal-Verhältnisse (nicht nur des nunmehr teilweise auch mit Bürgerlichen besetzten Stiftes, sondern auch der vormaligen aristokratischen Oberschicht) beseitigt. Die Feudalabgaben (Zehnten, Zinsen) wurden durch Pachtverträge ersetzt. Zudem durften sich die Bauernfamilien jetzt von den erblichen Bindungen an die Grundherren loskaufen, was sich jedoch viele erst nach Jahrzehnten überhaupt finanziell leisten konnten. 
Im Kulturkampf geriet das Stift unter Druck der radikalliberalen Bewegung und wurde 1874 aufgrund einer Volksabstimmung aufgelöst. Der Liquidationserlös wurde für Schul- und Krankenfonds verwendet.

## Heutige Spuren
Auf die frühere Stifts-Existenz deuten etwa die Propsteigasse unterhalb der Kathedrale oder das Kapitelhaus (abgeleitet von Stiftskapitel) östlich der Kathedrale hin; letzteres dient heute der kantonalen Militärverwaltung.